# 笑一笑 (馬)
笑一笑，是日本純種競賽馬匹。生涯活躍於中長途賽事，曾於2019年勝出鑽石錦標及新潟紀念，其後於2020年勝出阪神大賞典。

## 出賽前
2015年5月3日出生於北海道安平町北部牧場，所有權歸於母系馬主金子真人旗下，馬主名義則以其經營的公司金子真人控股登錄。
其後交由栗東訓練中心練馬師友道康夫訓練。

## 競賽生涯

### 2歲
2017年11月5日出戰2歲新馬戰，比賽途中選擇於後方位置逐步推進下變奏上前，但最終仍然未能超越前方賽駒取得第二。
其後出戰2歲未勝利戰，本次比賽維持於先頭位置推進，但於直路中未能對前方的Lune Rouge造成威脅落敗。

### 3歲
2018年1月出戰3歲未勝利戰，出閘順利之下處於約莫第三、四左右的位置，並於比賽途中以較為穩定的節奏前進。進入直路後，其於中檔位置展開加速，最終跑出優秀末腳速度下成功拉開對手取得首勝。
2月17日出戰條件戰山茶花賞，採用中團戰術下於第六左右的位置展開推進，最終再度成功跑出不俗的速度衝出取得連勝。
然而其後於分級賽中失利，出戰每日盃及京都新聞盃均取得第六，無緣春季的經典賽。
夏季其繼續出戰賽事，以阿賀野川特別為目標下雖然於比賽中團稍為墮後，但於直路在外檔重新加速衝出下成功蠶食所有對手，最終以1/2馬位取得第三勝。
進入秋季後，其於未出戰任何前哨戰的情況下直走菊花賞，賽前取得第十人氣的評價。比賽開始後，其維持於約莫第九左右的中團位置穩步推進，並於所有時間均以沉穩的姿態等待時機。進入直路後，其迅速抽出外檔展開加速，轟出後600米33.9秒的末腳速度下不斷爬升在，最終僅敗於氣自豪及振奮士氣取得季軍。

### 4歲
2019年首戰隨即延續於大長途戰線作賽的策略，出戰公開賽萬葉錦標。比賽開始後，其以不俗的姿態進佔第五左右的位置，於通過第一次終點後稍為加速上前。進入直路後，其仍然嘗試於中檔透出並提升自身的位置，但最終仍然未能超越領放馬Vosges，以鼻位差距撼負。
其後出戰鑽石錦標，賽前因於3000米以上賽事有實績而取得第一人氣。比賽開始後，其雖然於早段處於第六左右的中團位置，但於比賽途中不停後之下逐步處於隊伍最後方，並於第二圈第三、四彎道在此位置等待時機。進入直路後，其隨即按照騎師岩田康誠的指揮由內檔位置不斷穿插及衝刺，最終成功跑出後600米33.4秒的恐怖速度，超越前方所有對手之餘，更拉開Sunday Moutiers 2 1/2馬位取得首個分級賽冠軍。
4月向春季天皇賞進發，於比賽途中維持於中後方位置並於第二圈第三、四彎道開始發力，但於直路上未能最大程度加速，最終取得第五的戰績。
稍為放草後於夏季縮程出戰新潟紀念，本次比賽選擇居中戰術下維持於約莫第十三左右的位置，並於進入直路前仍然處於較後的位置。進入直路後，其於中檔位置奮力加速並逐步蠶食前方賽駒，最終跑出優秀末腳速度下成功取得第二個分級賽冠軍。
秋季直接出戰秋季天皇賞，縱然陣容中有十匹曾經奪得一級賽冠軍的對手，其仍然可以奪得第七人氣。比賽開始後，其隨即因為向右邊漂移而未能進佔有利位置，因而選擇保持於尾四左右推進。進入直路後，其於後方外檔位置迅速調整姿態並展開追擊，可惜仍然敗於杏目、野田優驥及太空隕石取得第四。
其後以日本盃作為目標，本次比賽繼續採用較為後置的戰術，然而於直路上再度未能以末腳速度收窄和前方的距離，最終以第五完賽。

### 5歲
2020年首戰選擇為阪神大賞典，由於賽前2017年菊花賞冠軍神業備受矚目，因而笑一笑取得第二人氣。比賽開始後，其順利出閘之下於第一彎道前稍為收慢將自身處於較後的位置，但於第二圈對面直路中後段時變奏加速逐步上前。進入直路後，其於馬群中央成功尋找位置突破，最終率先透出下以1 3/4馬位優勢取得冠軍。
其後出戰春季天皇賞，維持於中團位置逐步推進下在進入直路時候處於內欄位置，因而一直以貼欄的姿態前進，可惜未能進入全速狀態下僅能跑獲第四。
休養近半年後於阿根廷共和國盃復出，雖然於比賽途中維持熟悉的節奏並搭配中段加速進佔有利位置，但受到頂磅的影響下未能於直路進一步突破，最終以第四落敗。
然而其後未能維持水準，出戰日本盃及有馬紀念分別以第十二及第十一大敗。

### 6歲
2021年繼續以阪神大賞典作為首戰，採用後上戰術下於比賽大部份時間均保持於尾二的位置，但於第二圈第三、四彎道開始尋找位置並逐步發力。進入直路後，其於外檔位置奮力追趕並爆發出全場最快末腳，然而仍然未能迫近一早彈離的緣厚情摯，最終以5馬位差距落敗得第二。
其後出戰春季天皇賞未能發揮末腳速度以第七落敗，夏季以札幌紀念作為調整亦僅跑獲第六。
進入秋季後，其以秋季古馬三冠作為目標，然而分別取得第九、第十二及第九的慘烈戰績。

### 7歲
2022年繼續以阪神大賞典作為首戰，雖然稍為回復狀態取得第五，但於正賽春季天皇賞再度以第十三大敗。
9月其出戰新潟紀念作為秋季賽事的熱身，採用大後追策略下一直維持於尾二的位置，進入直路後隨即展開衝刺迫近前方，最終蠶食大部份對手下僅敗於空手道取得第二。
秋季其選擇以阿根廷共和國盃作為起動戰，但於其中取得第七，12月重返大長途戰線出戰長途馬錦標亦以第八落敗。

### 8歲
2023年其連續第四年以阪神大賞典作為首戰，但於其中以第八落敗，5月出戰目黑紀念狀態仍然未能調整以第七完賽。
9月3日再度出戰新潟紀念，本次比賽繼續採用後上戰術下於直路徐徐以上展開追擊，最終連續第二年取得亞軍的戰績。
然而於秋季狀態再度陷入低潮，於阿根廷共和國盃以第十二慘敗，卒戰中日新聞盃亦僅能跑獲第八。

### 9歲
2024年其於3月17日出戰阪神大賞典，然而未能由後方位置衝出下以第十三大敗。
賽後，陣營考慮其年齡後決定安排其退役，並於3月28日取消日本中央競馬會的賽駒註冊。

### 詳細賽績
| 日期       | 舉辦國家 | 馬場 | 距離   | 級別 | 賽事名稱       | 負重 | 騎師     | 馬號 | 出馬 | 名次 | 時間           | 頭馬（二馬）        |
| ---------- | -------- | ---- | ------ | ---- | -------------- | ---- | -------- | ---- | ---- | ---- | -------------- | ------------------- |
| 5/11/2017  | 日本     | 京都 | 草2000 |      | 2歲新馬        | 55   | 武豐     | 7    | 13   | 2    | 2:04.2         | 激流金屬            |
| 9/12/2018  | 日本     | 阪神 | 草2000 |      | 2歲未勝        | 55   | 武豐     | 8    | 14   | 2    | 2:02.5         | Lune Rouge          |
| 6/1/2018   | 日本     | 京都 | 草2200 |      | 3歲未勝利      | 56   | 武豐     | 5    | 13   | 1    | 2:15.6         | （Nostradamus）     |
| 17/2/2018  | 日本     | 京都 | 草1800 |      | 山茶花賞       | 56   | 武豐     | 6    | 12   | 1    | 1:49.0（36.2） | （Dark Night Moon） |
| 24/3/2018  | 日本     | 阪神 | 草1800 | GIII | 每日盃         | 56   | 武豐     | 7    | 10   | 6    | 1:47.1         | 防爆裝束            |
| 5/5/2018   | 日本     | 京都 | 草2200 | GII  | 京都新聞盃     | 56   | 荻野琢真 | 12   | 17   | 6    | 2:11.4         | 愚者眼界            |
| 19/8/2018  | 日本     | 新潟 | 草2200 |      | 阿賀野川特別   | 54   | 石橋脩   | 2    | 11   | 1    | 2:10.9         | （Double Flat）     |
| 21/10/2018 | 日本     | 京都 | 草3000 | GI   | 菊花賞         | 57   | 武豐     | 7    | 18   | 3    | 3:06.3         | 氣自豪              |
| 6/1/2019   | 日本     | 京都 | 草3000 | OP   | 萬葉錦標       | 54   | 武豐     | 6    | 9    | 2    | 3:10.3         | Vosges              |
| 16/2/2019  | 日本     | 東京 | 草3400 | GIII | 鑽石錦標       | 54   | 岩田康誠 | 10   | 10   | 1    | 3:31.5         | （Sunday Moutiers） |
| 28/4/2019  | 日本     | 京都 | 草3200 | GI   | 春季天皇賞     | 58   | 岩田康誠 | 9    | 13   | 5    | 3:16.5         | 氣自豪              |
| 1/9/2019   | 日本     | 新潟 | 草2000 | GIII | 新潟紀念       | 57   | 岩田康誠 | 7    | 18   | 1    | 1:57.5         | （二公子）          |
| 27/10/2019 | 日本     | 東京 | 草2000 | GI   | 秋季天皇賞     | 58   | 岩田康誠 | 6    | 16   | 4    | 1:56.8         | 杏目                |
| 24/11/2019 | 日本     | 東京 | 草2400 | GI   | 日本盃         | 57   | 岩田康誠 | 6    | 15   | 5    | 2:26.6         | 文雅之士            |
| 22/3/2020  | 日本     | 阪神 | 草3000 | GII  | 阪神大賞典     | 56   | 岩田康誠 | 10   | 10   | 1    | 3:03.0         | （東瀛敢拼）        |
| 3/5/2020   | 日本     | 京都 | 草3200 | GI   | 春季天皇賞     | 58   | 濱中俊   | 7    | 14   | 4    | 3:16.9         | 氣自豪              |
| 8/11/2020  | 日本     | 東京 | 草2500 | GII  | 阿根廷共和國盃 | 58   | 岩田康誠 | 5    | 18   | 4    | 2:32.0         | 威信英明            |
| 29/11/2020 | 日本     | 東京 | 草2400 | GI   | 日本盃         | 57   | 岩田康誠 | 13   | 15   | 12   | 2:25.0         | 杏目                |
| 27/12/2020 | 日本     | 中山 | 草2500 | GI   | 有馬紀念       | 57   | 岩田康誠 | 16   | 16   | 11   | 2:36.4         | 創世駒              |
| 21/3/2021  | 日本     | 阪神 | 草3000 | GII  | 阪神大賞典     | 57   | 藤岡佑介 | 10   | 13   | 2    | 3:08.2         | 緣厚情摯            |
| 2/5/2021   | 日本     | 阪神 | 草3200 | GI   | 春季天皇賞     | 58   | 藤岡佑介 | 7    | 17   | 7    | 3:16.2         | 世界首映            |
| 22/8/2021  | 日本     | 札幌 | 草2000 | GII  | 札幌紀念       | 57   | 藤岡佑介 | 8    | 13   | 6    | 2:00.3         | 純淨之輝            |
| 31/10/2021 | 日本     | 東京 | 草2000 | GI   | 秋季天皇賞     | 58   | 藤岡佑介 | 16   | 16   | 9    | 1:59.0         | 樂透心              |
| 28/11/2021 | 日本     | 東京 | 草2400 | GI   | 日本盃         | 57   | 藤岡佑介 | 16   | 18   | 12   | 2:26.2         | 鐵鳥翱天            |
| 26/12/2021 | 日本     | 中山 | 草2500 | GI   | 有馬紀念       | 57   | 藤岡佑介 | 8    | 16   | 9    | 2:33.6         | 樂透心              |
| 20/3/2022  | 日本     | 阪神 | 草3000 | GII  | 阪神大賞典     | 56   | 藤岡佑介 | 8    | 13   | 5    | 3:05.6         | 緣厚情摯            |
| 1/5/2022   | 日本     | 阪神 | 草3200 | GI   | 春季天皇賞     | 58   | 藤岡佑介 | 4    | 18   | 13   | 3:20.7         | 領銜                |
| 4/9/2022   | 日本     | 新潟 | 草2000 | GIII | 新潟紀念       | 57   | 石橋脩   | 17   | 18   | 2    | 1:59.2         | 空手道              |
| 6/11/2022  | 日本     | 東京 | 草2500 | GII  | 阿根廷共和國盃 | 57   | 0石橋脩  | 3    | 18   | 7    | 2:31.5         | 破空極光            |
| 3/12/2022  | 日本     | 中山 | 草3600 | GII  | 長途馬錦標     | 56   | 石橋脩   | 2    | 14   | 8    | 3:47.2         | 銀音速              |
| 19/3/2023  | 日本     | 阪神 | 草3000 | GII  | 阪神大賞典     | 57   | 石橋脩   | 2    | 14   | 8    | 3:07.6         | 駿天宮              |
| 28/5/2023  | 日本     | 東京 | 草2500 | GII  | 目黑紀念       | 58   | 石橋脩   | 5    | 18   | 7    | 2:31.3         | 沉醉節拍            |
| 3/9/2023   | 日本     | 新潟 | 草2000 | GIII | 新潟紀念       | 58   | 石橋脩   | 9    | 14   | 2    | 1:59.2         | Nocking Point       |
| 5/11/2023  | 日本     | 東京 | 草2500 | GII  | 阿根廷共和國盃 | 58   | 石橋脩   | 15   | 18   | 12   | 2:30.8         | 輕風飛              |
| 9/12/2023  | 日本     | 中京 | 草2000 | GIII | 中日新聞盃     | 58   | 莫萊斯   | 9    | 17   | 8    | 1:59.5         | Yamanin Salvum      |
| 17/3/2024  | 日本     | 阪神 | 草3000 | GII  | 阪神大賞典     | 57   | 荻野琢真 | 5    | 15   | 13   | 3:09.6         | 帝王級              |

## 退役後
退役後，笑一笑並未入種，而是於北海道苫小牧市北方馬匹公園休養，在2024年以乘騎馬身份工作。

## 血統簡介
父系夏威夷王爲日本賽駒，生涯戰績極爲優秀，僅得一戰未能獲勝，曾勝出一級賽NHK一哩賽及東京優駿（日本打吡），爲日本史上首匹贏得變則二冠的賽駒。祖父金滿寶爲美國生產的法國賽駒，曾三勝一級賽，亦爲近代著名種馬之一。
母系藍調情懷為日本賽駒，生涯戰績不俗，曾勝出三級賽府中牝馬錦標。外祖父夜舞爲日本賽駒，生涯戰績優秀，曾勝出一級賽菊花賞。

### 血統表
| 父線：金滿寶系（淘金者系）       |                             |             |                  |
| 種馬 夏威夷王 2001年（棗色）     | 金滿寶 1990年（棗色）       | 淘金者      | Raise a Native   |
| 種馬 夏威夷王 2001年（棗色）     | 金滿寶 1990年（棗色）       | 淘金者      | Gold Digger      |
| 種馬 夏威夷王 2001年（棗色）     | 金滿寶 1990年（棗色）       | Miesque     | 雷利耶夫         |
| 種馬 夏威夷王 2001年（棗色）     | 金滿寶 1990年（棗色）       | Miesque     | Pasadoble        |
| 種馬 夏威夷王 2001年（棗色）     | Manfath 1991年（深棗色）    | 最後大官    | Try My Best      |
| 種馬 夏威夷王 2001年（棗色）     | Manfath 1991年（深棗色）    | 最後大官    | Mill Princess    |
| 種馬 夏威夷王 2001年（棗色）     | Manfath 1991年（深棗色）    | Pilot Bird  | Blakeney         |
| 種馬 夏威夷王 2001年（棗色）     | Manfath 1991年（深棗色）    | Pilot Bird  | The Dancer       |
| 繁殖雌馬 藍調情懷 2005年（栗色） | 夜舞 1993年（棗色）         | 週日寧靜    | Halo             |
| 繁殖雌馬 藍調情懷 2005年（栗色） | 夜舞 1993年（棗色）         | 週日寧靜    | Wishing Well     |
| 繁殖雌馬 藍調情懷 2005年（栗色） | 夜舞 1993年（棗色）         | Dancing Key | 北地舞人         |
| 繁殖雌馬 藍調情懷 2005年（栗色） | 夜舞 1993年（棗色）         | Dancing Key | Key Partner      |
| 繁殖雌馬 藍調情懷 2005年（栗色） | Leap for Joy 1992年（栗色） | Sharpo      | Sharpen Up       |
| 繁殖雌馬 藍調情懷 2005年（栗色） | Leap for Joy 1992年（栗色） | Sharpo      | Moiety Bird      |
| 繁殖雌馬 藍調情懷 2005年（栗色） | Leap for Joy 1992年（栗色） | Humble Pie  | Known Fact       |
| 繁殖雌馬 藍調情懷 2005年（栗色） | Leap for Joy 1992年（栗色） | Humble Pie  | Scarcely Blessed |
| 雌系：號族：1-l                  |                             |             |                  |
| 五代內近親交配：北地舞人 5×5×5   |                             |             |                  |

## 命名由來
名字You Can Smile（ユーキャンスマイル）的意思就是「你可以笑一笑」，香港方面於翻譯時，直接簡化為「笑一笑」。

## 外部連結
- 笑一笑 netkeiba.com （页面存档备份，存于）
- 血統表 （页面存档备份，存于）